# Tegneby församling
Tegneby församling är en församling i Uddevalla och Stenungsunds kontrakt i Göteborgs stift. Församlingen ligger i Orusts kommun i Västra Götalands län och ingår i Orusts pastorat.

## Administrativ historik
Församlingen har medeltida ursprung. 
Församlingen var till 2010 moderförsamling i pastoratet Tegneby, Röra och Stala som till 1631 även omfattade Morlanda församling. Församlingen ingår sedan 2010 i Orusts pastorat.

## Kyrkobyggnader
- Tegneby kyrka
- Nösunds kapell

### Fotnoter
1. ↑  Nationell Arkivdatabas Referenskod: SE/142101000, läst: 17 augusti 2018.[källa från Wikidata]
2. ↑  Stift, kontrakt och pastorat i nummerordning med ingående församlingar 2020-01-01, SCB, läs online.[källa från Wikidata]
3. 1 2  Medlemmar i Svenska kyrkan i förhållande till folkmängd den 31.12.2019 per församling, kommun och län samt riket, Svenska kyrkan, läs online.[källa från Wikidata]
4. ↑  ”Förteckning (Sveriges församlingar genom tiderna)”. Skatteverket. 1989. http://www.skatteverket.se/privat/folkbokforing/omfolkbokforing/folkbokforingigaridag/sverigesforsamlingargenomtiderna/forteckning.4.18e1b10334ebe8bc80003999.html. Läst 17 december 2013.
5. ↑  ändringar i pastorat 2010 SCB